# Spinanapis yeatesi
Espèce
Spinanapis yeatesi est une espèce d'araignées aranéomorphes de la famille des Anapidae.

## Distribution
Cette espèce est endémique du Queensland en Australie. Elle se rencontre sur la Black Mountain.

## Description
Le mâle holotype mesure 1,39 mm et la femelle paratype 1,39 mm.

## Étymologie
Cette espèce est nommée en l'honneur de David Keith Yeates.

## Publication originale
- Platnick & Forster, 1989 : A revision of the temperate South American and Australasian spiders of the family Anapidae (Araneae, Araneoidea). Bulletin of the American Museum of Natural History, no 190, p. 1-139 (texte intégral).